# ブランコ・ド・ヴーケリッチ

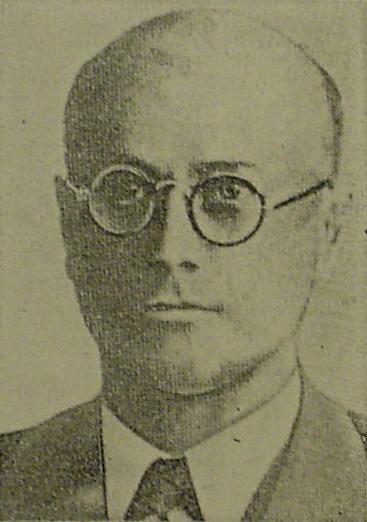
ブランコ・ド・ヴーケリッチ

ブランコ・ド・ヴーケリッチ（Branko Vukelić、1904年8月15日 - 1945年1月13日）は、クロアチア出身のユーゴスラビア人のスパイで、ゾルゲ諜報団のひとり。
ブランコ・ヴケリッチとも表記される。日本名として武家 利一。
日本ではユーゴスラビア紙ポリティカやフランス・アヴァス通信社（現在のAFPの前身）のジャーナリストとして活動したが、ゾルゲ事件で検挙された。逮捕後、無期懲役の判決を受けて網走刑務所に服役したが、健康を悪化させて獄死した。

## 生涯

### 来日まで
1904年、当時はオーストリア・ハンガリー帝国領内だったオシエクで生まれる。父はオーストリア・ハンガリー帝国陸軍の将校で、母はオシエクに住むハンガリー系ユダヤ人資産家の娘であった。その後、父の異動に伴って帝国内を転々とした後、1918年にザグレブに落ち着く。父は新たに発足したユーゴスラビア王国の将校となった。父は軍人である一方、ある程度小説家としても名を知られており、同じく軍人ながら詩人としても名のあった祖父（ラヴォスラヴ・ヴーケリッチ）、さらにやはり小説を執筆したことのある母とともに文才に長けた家系であった。父方はクライナ人（クライシュニクとも。詳細はクライナ・セルビア人共和国#クライナの起源を参照）の系譜に属し、祖父はセルビア正教会教徒であったが、「常に熱狂的なクロアチア人と感じていた」という。ハプスブルク帝国では正教徒が差別の対象とされたこともあり、父はプロテスタントに改宗している。このように、地域性からくる複雑な民族と複数の言語が交錯する環境でヴーケリッチは育った。この故か、ヴーケリッチは語学に堪能で、母語のクロアチア語のほか7つの言語を使いこなし、スペイン語やロシア語も理解できたという。
1923年にザグレブのギムナジウムを卒業。在学中から社会主義への関心を抱いた。同年、ザグレブの美術アカデミー（現・ザグレブ大学）に入学。ここでは共産主義学生部会のメンバーとして、主に出版・言論活動に携わった。翌年、チェコスロヴァキアのブルノ工科大学建築科に留学。この留学には、ユーゴの共産主義者がプラハの拠点から党の資料や文書をユーゴに持ち込むルートを作るという目的があったという。1926年には中退してザグレブに戻った。しかし、当時ユーゴ国内では社会主義運動は弾圧されており、ヴーケリッチはフランスへの留学を家族に提案する。父の浮気に悩んでいた母がこれに同意し、母および3人の弟妹とフランスに移り住んだ。ヴーケリッチはパリ大学法学部（ソルボンヌ）に入学する。ここでもヴーケリッチはユーゴ出身の他の仲間と左翼運動にかかわった。
在学中、夏のヴァカンスに出かけた先で、デンマーク人女性のエディット・オルソンと交際を持った。エディットはヴーケリッチよりも年上で、結婚を前提とした交際ではなく、そのまま別れたが、数ヶ月後に妊娠したので法的に父親になってほしいと連絡を受ける。エディットは、もしも別に結婚したい女性が現れれば離婚に応じるという条件もつけ、1930年に結婚を届け出た。ポールと名付けられた男児とエディットはデンマークで暮らしていたが、後にパリで同居する。しかし、上記の経緯もありこの結婚は不幸なものであったという。
1929年にパリ大学を卒業、電機会社の社長秘書として働いた後、1931年に帰国して兵役に就くも、4ヶ月で除隊となった。退役後再びパリに戻り、かつての社会主義運動の仲間と交友を持つ。不景気のため元の職場には戻れず、失業状態だった。1932年、ヤン・ベルジンの部下だったユーゴスラビア人のイヴァン・クラーリらから、就職の世話をするという口実でコミンテルンとの接触を斡旋される。
コミンテルンに提出したレポートが評価されて協力を求められた。ヴーケリッチは当時のソ連の一国社会主義やコミンテルンの知的貧困に批判的で、これを断っていた。しかし、今ソ連に協力して平和を維持すればソ連が社会主義から共産主義に移る革命の機会を与えられる、知的貧困を克服するにはむしろヴーケリッチのような人材が必要だとクラーリから説得された。その後組織の上級者に引き合わされ、情報収集の任務としてルーマニアか日本への派遣を示された。クラーリの次に引き合わされたのはオルガという女性で、彼女の面会を何度か受けた後、さらに別の上級者と引き合わされたという。ヴーケリッチは日本を選び期間は2年とされた。単身の外国人では怪しまれるという理由で妻のエディットを同行させることになる。当時日本ではデンマーク体操が流行していたため、エディットには体操教師の免状を取らせた。息子ポールはデンマークのエディットの母に預けた。
ジャーナリストとして渡日することになったため、ヴーケリッチはフランスの写真雑誌『ヴュ』に写真を送って採用されたのを機に、日本特集号を出すことを提案し、自ら特派員となった。また、ユーゴスラビアの日刊紙「ポリティカ」からも知人を介して特派員証を手に入れた。この経緯については詳細がはっきりしていない。息子の山崎洋は、ユーゴで刊行された「ポリティカ」の歴史を記した書籍にある「（ユーゴ共産党のシンパであった）社主の独断と推測される」という記述が「おそらく一番真実に近いのではないか」と記している。1932年の年末にマルセイユを出発し、1933年2月11日に横浜に到着した。

### 日本での活動
到着直後は麹町の東京万平ホテルに滞在の後、組織の指示したアパートに移る。支給された旅費は古い旅行ガイドに基づいていたためまもなく欠乏し、エディットは体操教師、ヴーケリッチはフランス語の個人教授の職で糊口をしのぎながら連絡を待った。特派員としての仕事も始め、1933年4月7日の「ポリティカ」に最初の記事が掲載されている。9月に来日したリヒャルト・ゾルゲから連絡を受け、諜報活動を開始した。11月にゾルゲの指示で牛込区市谷左内町の一軒家に転居した。年末にはゾルゲとともに宮城与徳と上野の東京府美術館で接触する。ヴーケリッチの主な諜報活動は、記者としての情報収集とその分析、資料の写真撮影・現像・複写（自宅内に暗室があった）、さらに無線技術メンバーによる無線発信の援助であった（自宅は無線発信所の一つとなっていた）。資料写真はマイクロフィルムに焼き、主にゾルゲを通してソ連側のクーリエに手渡された。通信電文でのヴーケリッチのコードネームは「ジゴロ」であったが、のちに他のメンバー同様"IN"で始まる"INCL"に変更された。
「ポリティカ」には1940年までの間に確認されているだけで56本の署名記事を送った。それらは日本の政治・軍事・外交にとどまらず、日本の風俗や世相なども伝えるものであった。山崎洋は「一般に、対象に対する人間的な温もりが感じられ、アジア的なものへの皮肉や悪意は見られない」「論文調の堅い文体が多いが、記述は中立的である。個人的にはイデオロギー的に相容れないはずの当時の日本の政府や軍部の見解にも、大きなスペースが割かれている」と評し、その背景にヴーケリッチのジャーナリズムのあり方に対する信条があったのではないかと記している。
1935年5月、フランスのアヴァス通信社支局長の勧誘に応じ、同社の特派員としても働くようになる。以後はアヴァス通信社での仕事が中心となった。その直前の4月、水道橋の宝生能楽堂で能を観劇した際に、当時津田英学塾（現・津田塾大学）の学生だった山崎淑子（1915-2006）と知り合う。淑子は駒込の商家の娘で、父親と能楽堂を訪れ、隣席のヴケリッチに声をかけられたのをきっかけに交際を始め、同年7月に淑子が第二回日米学生会議出席のため渡米する際に結婚を申し込まれた。卒業後三井物産の輸入課に勤める傍ら、二人の交際は5年にわたって続いた。この間1939年頃に自らが共産主義者であることを淑子に告げ「それでもついてくるか」と問うた。淑子はヴーケリッチに従うことを誓い、1940年1月に二人は結婚した。エディットは当初の約束通り身を引いて離婚した。のちの警察での訊問調書によると、エディットは1938年7月に長野県に移る形で別居し、9月にはヴーケリッチが目黒に家を借りてエディットと日本に来たポールを住まわせている。ゾルゲによると、目黒のエディットの家はクラウゼンによる無線発信地の一つとして提供された。淑子との結婚にゾルゲは当初反対し、ヴーケリッチはゾルゲには知らせずに結婚した。その事実を知ったときにゾルゲは本部の指示を待つようにと話し、最終的にはモスクワが承諾したことで受け入れた。
1938年にアヴァス通信社の支局長としてロベール・ギランが着任し、机を並べた。記者としてのヴーケリッチについてギランは「特に重要な情報はヴケリッチ経由で入手していた。長い在日体験に加えてニュースをキャッチする鋭い勘の持ち主だった彼は、集中力に優れていて、一度重要なテーマを捉えると徹底的に追求した。何かニュースがあると、生のニュースだけではなく、テーマについての正しい認識に基づく背景説明、いわゆるバックグラウンドを説明してくれたので、彼の情報について、より正確な判断を下すことができた」と戦後に記している。ギランはまた、ヴーケリッチは協力者にとどまらず本当の意味での友となり、共に過ごしたその時代を「楽しい思い出に満ちている」と回想した。
1939年にノモンハン事件が起きると、ヴーケリッチは外国通信社から一名ずつ選ばれる代表として陸軍情報部の招待による戦線視察に赴いた。ヴーケリッチは検閲を出し抜いて、陸軍の発表と実際の戦果の矛盾を示唆する電報をギランに送る一方、帰国後に読売新聞から取材を受けたときにはいかにも陸軍発表に近いような内容を語っている（1939年7月20日付に掲載）。このノモンハン事件の視察ではゾルゲのための情報収集もおこなわれた。
また、同年8月には独ソ不可侵条約締結交渉のニュースをフランスの本社に打電し、これを本社が発表してスクープとなり、表彰を受けている。
アヴァス通信社は日本の同盟通信社と同じビル（電通銀座ビル）に入居しており、そこにヴーケリッチは自由に出入りし、日本の記者からさまざまな情報やそれに関する反応を探った。ゾルゲは獄中手記でヴーケリッチの情報の出所でもっとも重要だったのは同盟通信であるとし、「原則として重要な情報は得られなかったが、私のグループがほかの筋から得た大量の情報に対する補足の意味で大切であり、また興味もあった」と記している。
1941年3月、淑子との間に息子の洋（ユーゴスラビア名・ラヴォスラヴ）が誕生。
その直後の4月にナチス・ドイツがユーゴスラビアに侵攻すると、淑子に「故国に帰ってパルチザン戦を戦いたい」と興奮して話したという。5月、諜報団はドイツのソ連侵攻を察知してモスクワに報告していたがヨシフ・スターリンはそれに耳を傾けなかったため、ヴーケリッチはアメリカの新聞に報道させることで信憑性をアピールしようと考える。ヴーケリッチは親しかったアメリカのニューヨーク・ヘラルド・トリビューン紙の特派員ジョセフ・ニューマン（Joseph Newman）にこの情報を伝え、ニューマンの手でこの内容は「東京は予測 ヒトラー対露行動へ」という見出しで5月31日付の同紙に掲載された。しかし、記事は21面の1段という扱いで、ヴーケリッチが狙った効果をあげることはできなかった。
10月18日、ゾルゲやクラウゼンら他の諜報団メンバーとともに逮捕された。ギランはヴーケリッチがかつて社会主義運動にかかわった経歴を知っており、またニューマンも反ナチスという立場を理解していたが、共産主義者として諜報活動をおこなっていたことには二人ともまったく気づかなかった。しかし、ギランは戦後にその事実に疑う余地がないと知っても「ヴケリッチへの気持ちは変わらなかった。（中略）ヴケリッチへの友情に加えて、そのときわたしは、彼が身をもって証をたてた勇気に讃嘆の念を覚えたのだった。たとえ、ヴケリッチのコミュニストとしての信条は絶対に受け入れられないとしてもだ」と記した。また、ゾルゲやヴーケリッチの活動についても「ヒトラーの独裁に抗し、自由のために闘った」「わたしは共産主義を嫌悪するが、共産主義者のゾルゲが自由の擁護者であったときもあるのは認めなければならない。（中略）彼らがスパイであり共産主義者であったことで、彼らの勇気と犠牲に対してわたしの抱いている讃嘆の念がかげったことはまったくなかった」と評価している。戦後、ニューマンへのインタビューをおこなった伊藤三郎も、ニューマンがギラン同様ヴーケリッチを「大変な好漢だった」と評し、その人生を「スターリン・ソ連共産党のスパイというよりも、反ナチス・国際平和運動の闘士だった」と評価している点ではギランと一致していると記している。

### 逮捕から獄死まで
逮捕後、11月20日まで事件についての取り調べを受けた（訊問調書による）。その後、未決囚として巣鴨拘置所に収監される。12月下旬から家族との通信を許可される。ヴーケリッチは日本語の会話には堪能であったが、書くことには慣れておらず、当初の手紙は英語であった。しかし、検閲の際の手続きを早くするため、まもなく日本語に切り替える。独学で日本語の筆記を覚え、最初はカタカナ書きだった手紙は後には漢字仮名交じりとなり和歌を詠んだりするほどになった。手紙の中でヴーケリッチは1945 - 46年頃には戦争が終結するという見込みを何度か記していた。
1944年4月、無期懲役の判決が大審院で確定。同年7月下旬頃、網走刑務所へ移送された。長い収監生活ですでにヴーケリッチの体力は落ちていた（しかし、手紙にはそのことをほとんど記さなかった）が、刑の確定後は慢性消化不良に罹患して急速に衰えた。1945年1月13日、急性肺炎で獄死した。遺体は死去の報を受けて単身東京から駆けつけた淑子と対面した後、現地で火葬された。遺骨は淑子が東京に持ち帰り、当時住んでいた代田の実家に置かれたが、淑子の母から「いつまでもお骨を家に置いておくのはよくない」と言われたため、世田谷区太子堂にあった宣教師館に仮安置された。
しかし、5月25日の空襲で宣教師館は全焼、淑子は焼け跡を探したが遺骨は発見できなかった。出身地のザグレブにある両親の墓碑に名前が刻まれている。淑子はGHQなどに勤めたのち、駐日チェコスロバキア大使館の広報として働いた。
淑子は1981年12月に静岡県の冨士霊園にヴーケリッチと自らの墓所を建立した。これは「夫とともに富士山をずっと見ていたい」という彼女の意思に基づくものだった。2006年に淑子が亡くなると、ヴーケリッチが結婚前に送った92通の手紙とともに彼女の遺骨が納められた。

## 顕彰
1965年1月19日、クラウゼン夫妻と共に功績が認められ、ソビエト連邦の「大祖国戦争第一級勲章」を授与された。勲章授与式は同年1月29日にクレムリンでおこなわれ、最高会議幹部会議長のアナスタス・ミコヤンから遺族である山崎淑子と山崎洋に勲章が渡された。

## 著書
- 『ブランコ・ヴケリッチ 獄中からの手紙』山崎淑子編訳、未知谷、2005年
  - 『死と愛の書簡』三一書房「三一新書」、1966年 - 上記は増訂版
- 『ブランコ・ヴケリッチ 日本からの手紙―ポリティカ紙掲載記事（一九三三～一九四〇）』山崎洋編訳、未知谷、2007年

## ヴーケリッチを扱ったテレビ番組
- ETV特集「私のゾルゲ事件～愛は国境を越えて　ブランコ・ヴケリッチ夫人・山崎淑子」1998年

## 関連書籍
- モルガン・スポルテス『ゾルゲ　破滅のフーガ』吉田恒雄訳、岩波書店、2005年、ISBN 400-0237101。歴史小説
- ロバート・ワイマント『ゾルゲ　引裂かれたスパイ』 西木正明訳、新潮社、1996年。ISBN 410-5329014
- ゴードン・W.プランゲほか『ゾルゲ・東京を狙え』上下、原書房、新版新装版2005年